# Gothaer-Haus

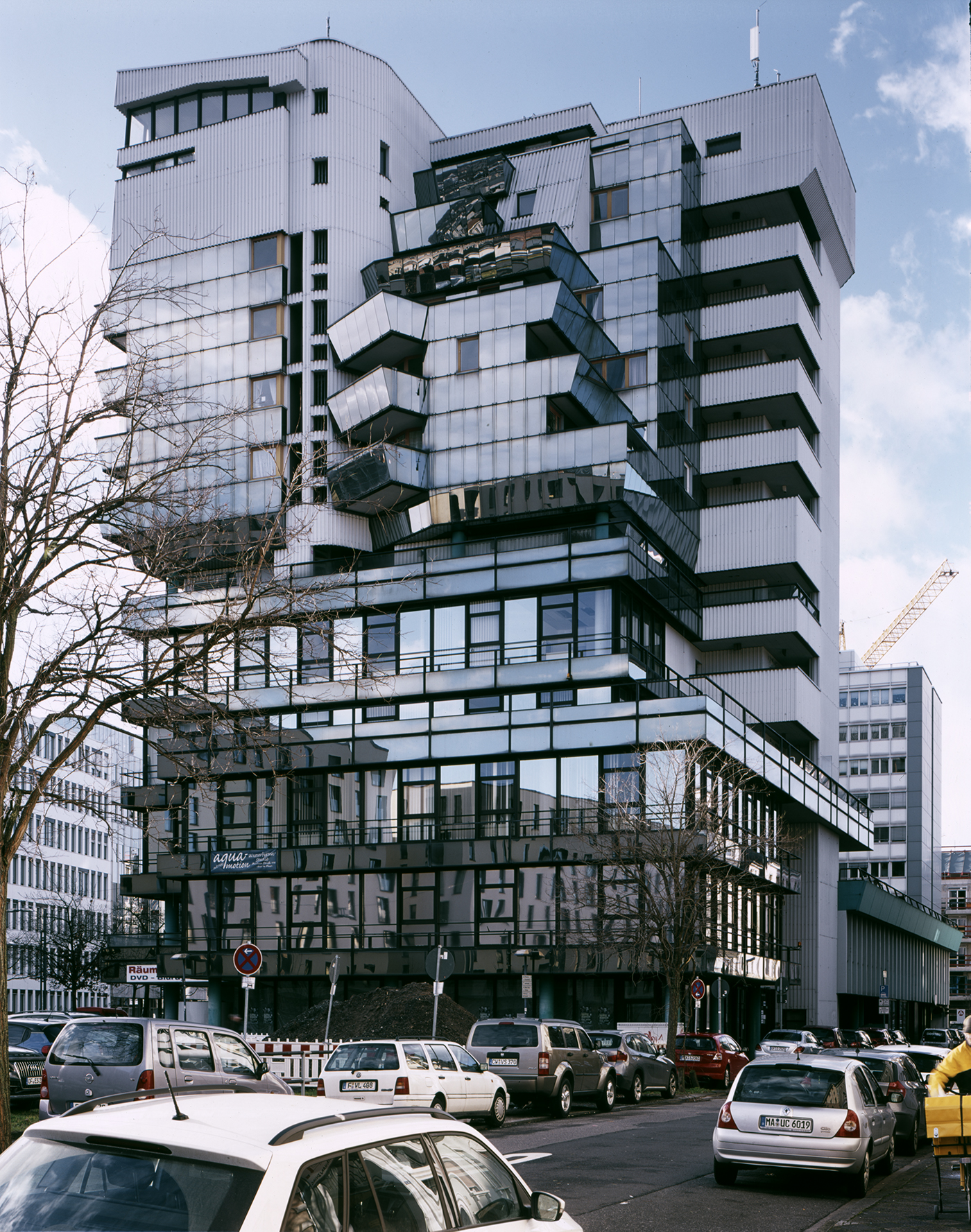
Das Gothaer-Haus mit seiner großteils verspiegelten Ostfassade und dem nördlich gelegenen Erschließungskern mit Feuerwehraufzug

Das Gothaer-Haus in der Berliner Straße 175 in Offenbach am Main ist ein in den Jahren 1972 bis 1977 von der Gothaer-Lebensversicherung erbautes multifunktionales Gebäude.

## Geschichte
Nachdem der Darmstädter Architekt Martin Müller (1921–1993) mit der Planung des Gebäudes in den 1960er Jahren beauftragt war, wurde der junge Architekt Peter Opitz (* 1938) Partner in seinem Büro. Opitz war fortan als Projektleiter für die Entwurfs- und Ausführungsplanung des Gebäudes verantwortlich.
Gegen Ende der Ausführungsplanung und bereits während der Bauzeit, gab es verschiedene Ereignisse und Bedingungen, welche den Bau und die schlussendliche Erscheinung des Gebäudes wesentlich beeinflussten. Die Gothaer konnte das westlich angrenzende Grundstück dazu kaufen, was eine Erweiterung ermöglichte. Zudem führten ein Feuer während der Bauzeit und die Ernennung von Ernst Achilles zum neuen Direktor der Branddirektion in Frankfurt am Main im Jahre 1966 zu neuen Brandschutz-Auflagen.
Mit seiner Lage in der im Jahr 1955 angelegten Berliner Straße reiht sich das Gothaer-Haus neben u. a. dem Rathaus, dem City Tower und dem Haus der Wirtschaft in eine Achse anderer bedeutender Hochhäuser der Stadt.
Im September 2022 wurde im Leipziger Verlag Spector Books das Buch Offenbach Kaleidoskop – Geschichten eines Hauses durch das Architekturkollektiv ANA veröffentlicht. Dabei steht das Haus prototypisch für Gebäude seiner Zeit und dient als Ausgangspunkt für verschiedene aktuelle Fragestellungen zu Architektur, Stadtentwicklung und Denkmalschutz, die in Interviews mit Fachleuten sowie Gesprächen mit Menschen aus dem Quartier behandelt werden.
Durch die daraus entstandene öffentliche Debatte wurde ein Inschutzstellungsprozess des Landesamts für Denkmalpflege Hessen angestoßen, welcher Ende 2024 zur Eintragung als Baudenkmal führte.

## Architektur

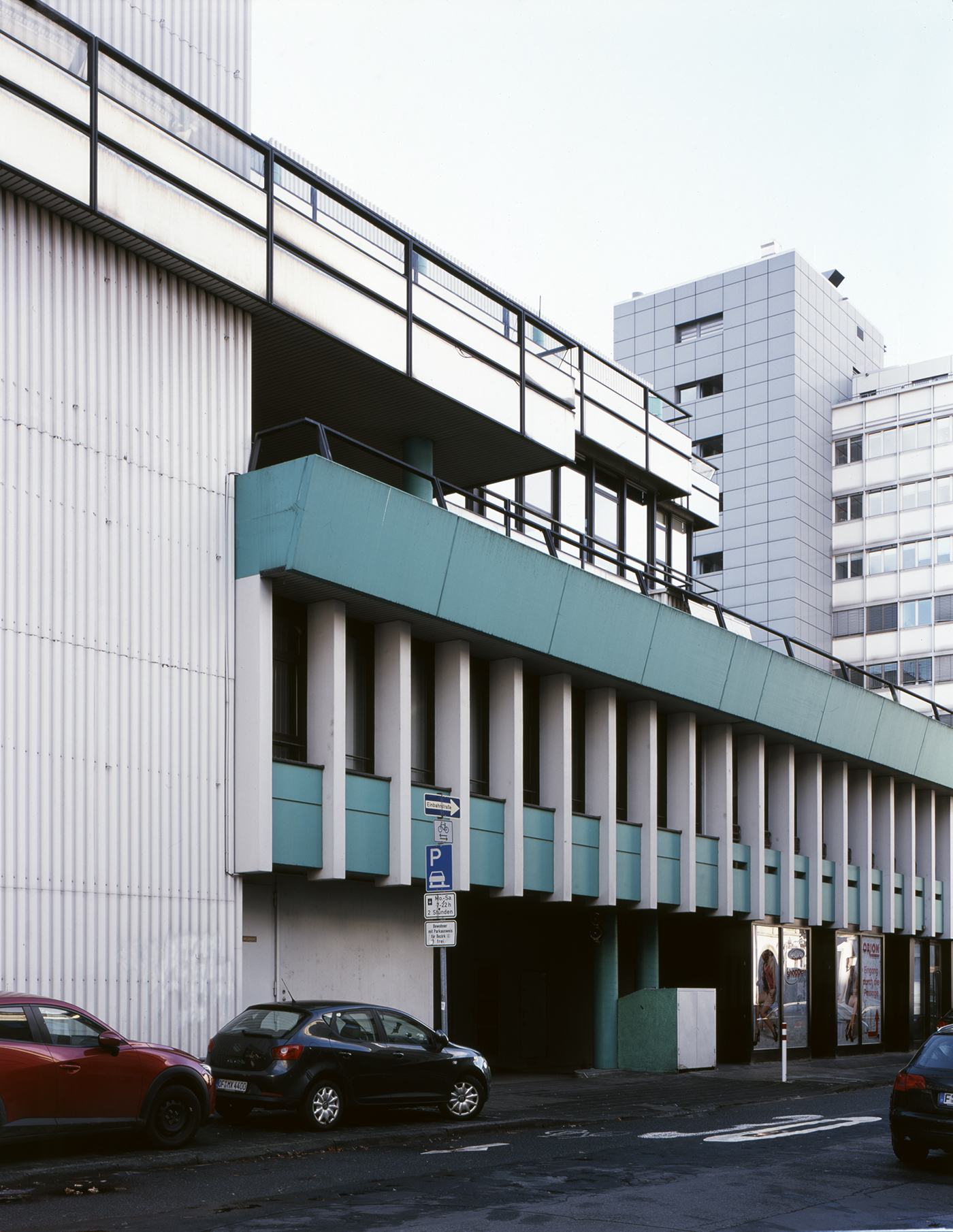
Garage auf der Nordseite im Sockelbereich

Peter Opitz, der die Architekten Le Corbusier und Ludwig Mies van der Rohe als seine größten Vorbilder nennt, hatte gegen viele Widerstände zu arbeiten und schaffte es nach eigener Aussage nicht, seine Vorstellung einer Architektur zu verwirklichen. So sind entfernte Gemeinsamkeiten mit den Vorhangfassaden van der Rohes im Sockelbereich des Gothaer-Hauses zu sehen. Technische Besonderheit war hierbei die Sonderanfertigung der Aufhängung des Herstellers der Aluminiumfassade. Eine weitere technische Innovation waren die damals noch wenig verbreiteten Gründächer.
Der westlich gelegene Turm ist in der Folge des zugekauften Grundstücks entstanden und vergrößerte die Geschossflächen des ganzen Gebäudes erheblich. Das resultierte in einer deutlich größeren Zahl erforderlicher Parkplätze, die im 1. OG zwischen den beiden Hochhäusern und im UG des Gebäudes untergebracht sind. Zur Steigerung der Effizienz kam hier ein Schienensystem zum Einsatz, das die kompakte Anordnung einzelner Stellplätze ermöglicht.
Eine weitere formale Besonderheit besteht in dem Schwimmbad mit Südblick im Dachgeschoss (erkennbar am großflächig geschlossenen Volumen mit Bandfenster) und dem Feuerwehraufzug auf der Nordseite. Über das gesamte Volumen oberhalb des Sockels erstrecken sich Geschosse mit Wohnungen unterschiedlicher Größe und Ausstattung mit Balkonen über die gesamte Südseite und verschiedenen Abstufungen in horizontaler und vertikaler Richtung – jeweils den Abstandsflächen und dem Sonneneinfall geschuldet. Gegenüber Parallelen zum Internationalen Stil im Sockelbereich weisen die oberen Bereiche des Gebäudes formale Gemeinsamkeiten mit der Architektur der japanischen Metabolisten auf, die laut Architekt Peter Opitz jedoch so nicht beabsichtigt waren.
Die programmatische Besonderheit des Gebäudes ist die multifunktionale Organisation mit einer Mischung von Gewerbe- und Büronutzungen im Sockelbereich, Wohnungen in den oberen Geschossen, sowie u. a. dem gemeinschaftlichen Schwimmbad im Obergeschoss und einem Spielplatz auf einer Terrasse oberhalb des Sockels. Derart durchmischtes Programm war in den 1960er Jahren, einer Zeit, in der die Idee der Funktionstrennung noch vorherrschendes Ideal war, eine Seltenheit und macht das Gebäude in dieser Hinsicht heute sehr zeitgemäß und zu einem herausragenden Beispiel seiner Zeit.